# Kirche Hl. Athanasius der Große (Selevac)
Die Kirche Hl. Athanasius der Große (serbisch: Црква Светог Атанасија Великог, Crkva Svetog Atanasija Velikog) in Selevac, einem Dorf in der Opština Smederevska Palanka, ist eine serbisch-orthodoxe Kirche im zentralen Serbien.
Das von 2000 bis 2008 erbaute Kirchengebäude ist zu Ehren des Hl. Kirchenvaters Athanasius des Großen geweiht und  Filialkirche der Kirchengemeinde Selevac und der dazugehörigen Pfarreien I und II im Dekanat Jasenica der Eparchie Šumadija der Serbisch-Orthodoxen Kirche.

## Lage
Das Dorf Selevac liegt auf halber Strecke nordwestlich von der Gemeindehauptstadt Smederevska Palanka und südwestlich der Stadt Smederevo entfernt. Der Ort ist rund 65 Kilometer südöstlich der serbischen Hauptstadt Belgrad gelegen. Im Dorfzentrum steht die hölzerne von 1827 bis 1832 erbaute, Dreifaltigkeitskirche, die die Pfarrkirche des Dorfes darstellt.
Die Kirche steht rund zwei Kilometer östlich des Dorfes im unbewohnten Weiler Ladne Vode umgeben von vielen Wiesen und Feldern. Unweit südlich der Kirche befindet sich der Dorffriedhof. Im umzäunten Kirchhof mit einem großen Eingangstor an der Westseite stehen neben der Kirche, ein Kirchenbrunnen, ein kleines Kirchenhaus, ein großer Kirchensaal, Bäume, ein Kreuzdenkmal, ein Ständer zum Kerzenentzünden und Sitzbänke.

## Geschichte
Im zum Dorf gehörigen, Weiler Ladne Vode, stand eine alte Kirche, die ebenfalls dem Patrozinium des Hl. Athanasius des Großen unterstellt war. Dieses  alte Kirchengebäude wurde über der Wasserquelle Ladna voda auf einem Hügel erbaut. Das Gotteshaus wurde mehrere Male von den Osmanen zerstört und von der Bevölkerung wiederaufgebaut. Im Jahre 1813 brannten die Türken das Gotteshaus zum letzten Mal nieder.
Heute heißt dieser Ort Staro Selo (Altes Dorf) und ist der Ursprung von Selevac, von wo aus die Dorfbewohner auf den heutigen Dorfstandort und die umgebenden Weiler zogen. Staro Selo ist auch eine archäologischen Stätte mit Siedlungsspuren seit der Jungsteinzeit.
Im Jahr 2000 begann der Wiederaufbau der Kirche auf den Fundamenten des alten Kirchengebäudes auf dem Hügel über dem Staro Selo. Am 15. Oktober 2000 wurden die Kirchenfundamente vom damaligen Bischof der Eparchie Šumadija, Sava, feierlich geweiht. Die Kirche wurde nach dem Entwurf des bekannten Architekten Radoslav Prokić erbaut. Architekt Prokić hat neben der Kirche, viele weitere Kirchen in der Eparchie und in der gesamten serbisch-orthodoxen Kirche, entworfen.
Am 30. Dezember 2003 besuchte der Bischof der Eparchie Šumadija, Jovan, das Dorf und die in Bau befindliche Kirche. 2008 wurden die Bauarbeiten an der Kirche fertiggestellt.
Am 25. Oktober 2008 wurde die Kirche Hl. Athanasius der Große vom Bischof Jovan mit der Assistenz von mehreren Priestern und Diakonen feierlich geweiht. Im Anschluss wurde die Hl. hierarchische Liturgie abgehalten und verdiente Wohltäter der Kirche bekamen vom Bischof Dankesbriefe überreicht. Bischof Jovan besuchte am 31. Januar 2015 erneut das Gotteshaus und hielt unter der Assistenz mehrerer Geistlicher die bischöfliche Liturgie.
Am 3. Juni 2018 wurden vom Bischof Jovan die fertiggestellten und in byzantinischer Manier gemalten Fresken der Kirche geweiht. Anschließend leitete Bischof Jovan die hierarchische Liturgie, bei der acht Priester, drei Diakone und eine Vielzahl von Gläubigen, Anteil nahmen. Im Anschluss an den Gottesdienst fand ein Chorfestival bei der Kirche statt. Acht Chöre aus der Eparchie Šumadija nahmen an der viel besuchten Veranstaltung teil.
Auch am 15. Mai 2021 und am 31. Januar 2022 wurden feierliche Gottesdienste durch den Bischof in der Kirche abgehalten.

## Architektur
Das einschiffige Kirchengebäude mit dem Grundriss eines griechischen Kreuzes und bescheidener Baugröße, ist in einer modernen Adaption des traditionellen Serbisch-byzantinischen Stils erbaut worden.
Die aus festem Baumaterial erbaute Kreuzkuppelkirche besitzt eine große halbrunde Altar-Apsis an der Ostseite, eine zentrale Rundkuppel, die sich über dem kleinen Tambour, in der Mitte des Naos über der Kreuzung der Seitenarme der Kirche erhebt, und einen Narthex mitsamt einem kleinen Kirchturm an der Westseite.
An der Westfassade befindet sich der Haupteingang der Kirche. Über der mit dekorativen Holzschnitzarbeiten verzierten Türe, befindet sich eine Patronatsfreske des Hl. Athanasius des Großen. In der Mitte der Südfassade befindet sich der Nebeneingang. Die Kirche besitzt zwei vergoldete Kirchenkreuze.
Das Kircheninnere wird von der hölzernen, reich mit Schnitzereien verzierten, Ikonostase mit in der traditionellen byzantinischen Manier gemalten Ikonen dominiert. Im Kircheninnenraum befinden sich zudem ein Kronleuchter, wenig Chorgestühl, Blumenschmuck und ein Chorständer. Die Kirche verfügt über keinen Chorbalkon (Empore) im westlichen Kirchenschiff. Das Kircheninnere ist mit byzantinischen Fresken bemalt.